# Джулай, Дмитрий Николаевич
Дмитрий Николаевич Джулай (укр. Дмитро Миколайович Джулай; род. 26 февраля 1976, Киев, УССР, СССР) — украинский футбольный комментатор. Работает на спортивных телеканалах «Setanta Sports Ukraine» (Ирландия/Украина) и   украинском Спорт-1.

## Карьера
В начале карьеры стажировался в газете «Вечерний Киев» под руководством Валерия Валерка. К 2007 году комментировал матчи Лиги Чемпионов УЕФА для канала Первый Национальный (УТ-1), а в сезоне 2007—2008 комментировал матчи того же турнира на «ТЕТ». Работал на матчах чемпионатов мира по футболу 1998, 2002 и 2010 годов, Евро-2000, Евро-2004, Евро-2008, финалах Лиги Чемпионов УЕФА 2001—2006 и 2011 годов, финалах Кубка УЕФА 2007, 2008 и Лиги Европы 2010.
В 2004 году был отстранён от работы на чемпионате Европы после четвертьфинального матча сборных Англии и Португалии, поскольку в прямом эфире назвал Дэвида Бэкхема «болваном», реагируя на незабитый им в послематчевой серии пенальти. Позже после многочисленных требований болельщиков Джулая вернули на Первый национальный.
Работал главным редактором канала Декабрь 2010 — март 2012 — член редакционного совета Поверхность ТВ.
С 6 марта 2012 работает на телеканале «Сетанта Спорт Евразия» (Дублин).

## Направления работы
Чаще всего комментирует матчи футбольных чемпионатов Англии, Испании, Бразилии (и других латиноамериканских соревнований), Португалии. Кроме украинского и русского, владеет английским, испанским и португальским языками.

## Награды
Трижды признан лучшим комментатором Украины по версии газеты «Украинский футбол» (2001, 2003, 2004).